# Kovačevo Polje
Kovačevo Polje (en cyrillique : Ковачево Поље) est un village de Bosnie-Herzégovine. Il est situé dans la municipalité de Prozor-Rama, dans le canton d'Herzégovine-Neretva et dans la fédération de Bosnie-et-Herzégovine. Selon les premiers résultats du recensement bosnien de 2013, il compte 119 habitants.

## Géographie
Le village est situé sur la rive sud du lac de Rama.

## Démographie

### Évolution historique de la population dans la localité
| 1948 | 1953 | 1961 | 1971 | 1981 | 1991 | 2013 |
| ---- | ---- | ---- | ---- | ---- | ---- | ---- |
| -    | -    | 332  | 122  | 125  | 146  | 119  |

|  |

### Répartition de la population par nationalités (1991)
En 1991, les 146 habitants du village étaient tous Musulmans (bosniaques).